# Erik Ryning (död 1520)
Erik Ryning, död 8 november 1520 i Stockholm, var ett svenskt riksråd. 

## Biografi
Erik Ryning var son till riddaren Bengt Ryning och Filippa Magnusdotter.
Ryning kan beläggas första gången bland vittnena i ett morgongåvobrev, som är daterat 1500 men i verkligheten torde härröra från 1503. Han var 1512 väpnare och 1517 riksråd. 1517 erhöll han Österhaninge socken som förläning av Sten Sture den yngre, vilken därigenom ville vinna över Ryning på sin sida. 1518 var han hövitsman Stegeborgs slott och häradshövding i Åkerbo härad, Östergötland och återfinns i Sten Stures närhet. Under våren 1520 ledde han för Kristina Gyllenstiernas räkning försvaret i Östergötland. Bland annat slog han tillbaka en dansk styrka, som sänts till understöd för linköpingsbiskopen. Kort därefter övergick dock Ryning av oklar anledning till danskarnas sida, och deltog i den delegation som förhandlade med Kristina Gyllenstierna och var även bland de riksråd som fick i uppdrag att för Kristian II:s räkning hålla Stockholms slott under dennes livstid. Likväl anklagades Ryning för kätteri och avrättades vid Stockholms blodbad.

### Familj
Ryning gifte sig före 1514 med Anna Bengtsdotter, dotter till riksrådet Bengt Gregersson (Lillie) och Märta Arentsdotter (Ulv). De fick tillsammans barnen Märta Ryning som var gift med Abraham Pedersson Rommel (oxhuvud) och ståthållaren Jakob Turesson (Rosengren) i Östergötland, Olof Ryning, Axel Ryning, furstliga rådet Nils Ryning (död 1578) och Christina Ryning.